# Вольфрамат натрия
Вольфрамат натрия — неорганическое соединение, натриевая соль вольфрамовой кислоты. Бесцветные ромбические кристаллы, растворимые в воде. Образует дигидрат.

## Получение
Вольфрамат натрия получают следующими способами:
- Растворением оксида вольфрама(VI) в растворе или расплаве гидроксида натрия.

{\displaystyle {\mathsf {WO_{3}+2NaOH\rightarrow Na_{2}WO_{4}+H_{2}O}}}
- Сплавлением гидроксида или карбоната натрия с оксидом вольфрама (VI):

{\displaystyle {\mathsf {WO_{3}+Na_{2}CO_{3}\rightarrow Na_{2}WO_{4}+CO_{2}}}}
- Окислением вольфрама расплавом нитрата и гидроксида натрия:

{\displaystyle {\mathsf {W+3NaNO_{3}+2NaOH\rightarrow Na_{2}WO_{4}+3NaNO_{2}+H_{2}O}}}

## Химические свойства
- Проявляет окислительные свойства:

{\displaystyle {\mathsf {Na_{2}WO_{4}+2H_{2}SO_{4}+2FeSO_{4}\rightarrow Fe_{2}(SO_{4})_{3}+WO_{2}\downarrow +Na_{2}SO_{4}+2H_{2}O}}}
- Вступает в обменные реакции:

{\displaystyle {\mathsf {Na_{2}WO_{4}+CuCl_{2}\rightarrow CuWO_{4}\downarrow +2NaCl}}}
- Разлагается сильными кислотами:

{\displaystyle {\mathsf {Na_{2}WO_{4}+H_{2}SO_{4}\rightarrow WO_{3}\downarrow +Na_{2}SO_{4}+H_{2}O}}}

## Применение
Промежуточный продукт при переработке вольфрамовых концентратов. Применяют при производстве пигментов.

## Токсичность
Токсичен, смертельная доза для крыс орально (ЛД50) — 250 мг/кг.